# Polyrhachis aurea
Polyrhachis aurea är en myrart som beskrevs av Mayr 1876. Polyrhachis aurea ingår i släktet Polyrhachis och familjen myror.

## Underarter
Arten delas in i följande underarter:
- P. a. aurea
- P. a. costulata
- P. a. fiorii
- P. a. radicicola